# Compsobuthus schmiedeknechti
Espèce
Synonymes
- Buthus acutecarinatus judaicus Birula, 1905 nec Simon, 1872

Compsobuthus schmiedeknechti est une espèce de scorpions de la famille des Buthidae.

## Distribution
Cette espèce se rencontre en Israël, en Jordanie, au Liban, en Syrie et en Turquie.

## Description
Les femelles décrites par Varol, Yağmur, Ozaslan et Yalçın en 2006 mesurent 25,3 mm et 27,3 mm.

## Étymologie
Cette espèce est nommée en l'honneur d'Otto Schmiedeknecht.

## Publication originale
- Vachon, 1949 : « Études sur les Scorpions III (suite) Description des Scorpions du Nord de l’Afrique. » Archives de l’Institut Pasteur d’Algérie, vol. 27, no 1, p. 66-100.